# Råmyran
Råmyran este o arie protejată (arie specială de conservare — SAC, sit de importanță comunitară — SCI) din Suedia întinsă pe o suprafață de 116,8 ha, integral pe uscat.

## Localizare
Centrul sitului Råmyran este situat la coordonatele 59°52′35″N 15°32′59″E / 59.8763°N 15.5496°E.

## Înființare
Situl Råmyran a fost declarat sit de importanță comunitară în decembrie 1995 pentru a proteja 1 specie de plante și 1 specie de animale. Situl a fost protejat și ca arie specială de conservare în martie 2011.

## Biodiversitate
Situată în ecoregiunea boreală, aria protejată conține 6 habitate naturale: Mlaștini împădurite, Mlaștini turboase de tranziție și turbării mișcătoare, Turbării active, Cursuri de apă de la nivel de câmpie la nivel montan, cu vegetație Ranunculion fluitantis și Callitricho-Batrachion, Mlaștini alcaline, Taiga vestică.
La baza desemnării sitului se află mai multe specii protejate:
- plante (1): Hamatocaulis vernicosus
- mamifere (1): râs eurasiatic (Lynx lynx)